# Gnesta Kommunkoncern
Gnesta Kommunkoncern AB är ett svenskt förvaltningsbolag som agerar moderbolag för de verksamheter som Gnesta kommun har valt att driva i aktiebolagsform. Bolaget ägs helt av kommunen.

## Bolag
Källa: 
- Gnesta Centrumfastigheter AB
- Gnesta Förvaltnings AB
- Gnestahem AB